# Balninkai
Balninkai (ryska: Бальнинкай) är en ort i Litauen. Den ligger i den centrala delen av landet, 70 km norr om huvudstaden Vilnius. Balninkai ligger 117 meter över havet och antalet invånare är 470.
Terrängen runt Balninkai är platt. Runt Balninkai är det ganska glesbefolkat, med 35 invånare per kvadratkilometer. Närmaste större samhälle är Molėtai, 19,9 km öster om Balninkai. Trakten runt Balninkai består till största delen av jordbruksmark.